# Gragnano
Gragnano – miejscowość i gmina we Włoszech, w regionie Kampania, w prowincji Neapol.
Według danych na rok 2004 gminę zamieszkiwało 28 991 osób, 2070,8 os./km².
W miejscowości znajduje się stacja kolejowa Gragnano.